# Coppa dei Pirenei
La Coppa dei Pirenei era un torneo calcistico disputato dalle squadre di club delle regioni francesi e spagnole situate sui Pirenei: Catalogna, Paesi Baschi, Linguadoca, Midi-Pirenei ed Aquitania.
La coppa fu una delle prime competizioni internazionali di calcio in Europa. Venne soppressa a causa dello scoppio della prima guerra mondiale nel 1914.

## Albo d'oro
| Anno | Sede della finale | Vincitore  | Finalista                       | Risultato |
| ---- | ----------------- | ---------- | ------------------------------- | --------- |
| 1910 | Sète              | Barcellona | Real Sociedad                   | 2–1       |
| 1911 | Tolosa            | Barcellona | Gars de Bordeaux                | 4–0       |
| 1912 | Tolosa            | Barcellona | Stade Bordelais Université Club | 5–3       |
| 1913 | Barcellona        | Barcellona | Comète Simot de Bordeaux        | 7–2       |
| 1914 | Barcellona        | Espanya    | Comète Simot de Bordeaux        | 3–1       |